# 유학주
유학주(兪鶴柱, ? ~ ?)는 대한제국 말기에 일진회 부회장과 평의장을 지냈다.

## 생애
1896년부터 3년 동안 법부 주사를 지낸 대한제국의 관료였다. 개화파로 독립협회에 참여했다가 1898년 대한제국 고종에 의해 체포된 바 있다. 이상재를 비롯하여 후에 친일파로 변신한 유맹, 염중모 등이 함께 체포된 사람들이다.
1904년 친일단체 일진회가 발족했을 때 부회장을 맡아 참여했다. 일진회는 전 독립협회 계열에서 유학주, 윤시병, 염중모 등이 8월 18일에 조직한 유신회가 송병준의 조종에 따라 이틀 후인 8월 20일 일진회로 이름을 바꿔 재출발한 것이었다. 천도교 내부의 분파였던 이용구의 진보회 계열도 곧 합류했다.
1907년 사법기관으로 의병 재판도 담당했던 평리원의 판사로 임명되었다. 그해 의병들이 일진회 회원을 공격하는 일이 발생하자 자수를 권유하고 의병운동을 탄압하기 위해 자위단원호회가 조직되었는데, 유학주는 제5부 위원장을 맡아 위원들을 이끌고 전라남도 지역에 파견되었다.
1908년 일본 정부로부터 훈4등 서보장을 서훈 받았고, 일진회 총무원과 삼파연합정견협정위원으로 일진회에서 중심 역할을 맡았다. 특히 1909년 한일 병합 조약 체결을 주장하는 일진회 명의의 '정합방 상소문'을 내각총리대신인 이완용이 대한제국 순종에게 전달하지 않은 일이 있었는데, 이때 이완용을 비난하면서 다시 상소를 올려 받아들여질 때까지 총회를 폐회하지 말고 결사적으로 행동하자고 주장할 정도로 합방청원운동에 적극적이었다.
1910년에는 윤정식의 후임으로 일진회 평의장이 되었고, 1934년 흑룡회가 한일 병합 공로자를 칭송하기 위해 건립한 일한합방기념탑에 이용구, 송병준 등과 함께 이름이 기록되었다.

## 사후
- 2006년 친일반민족행위진상규명위원회가 조사 발표한 친일반민족행위 106인 명단과 2008년 발표된 민족문제연구소의 친일인명사전 수록예정자 명단 친일단체 부문에 선정되었다.

## 같이 보기
- 일진회
- 자위단원호회

## 참고자료
- 친일반민족행위진상규명위원회 (2006년 12월). 〈유학주〉 (PDF). 《2006년도 조사보고서 II - 친일반민족행위결정이유서》. 서울. 712~720쪽쪽. 발간등록번호 11-1560010-0000002-10. 2007년 10월 8일에 원본 문서 (PDF)에서 보존된 문서. 2007년 8월 20일에 확인함.